# チェコおよびスロバキア連邦共和国

チェコおよびスロバキア連邦共和国
Česká a Slovenská Federativní Republika (チェコ語)
Česká a Slovenská Federatívna Republika (スロバキア語)

国の標語: 
Pravda vítězí（チェコ語）
Pravda víťazí（スロバキア語）
Veritas vincit（ラテン語）
真実は勝つ国歌: Kde domov můj（チェコ語）
我が家何処や

Nad Tatrou sa blýska（スロバキア語）
稲妻がタトラの上を走り去り

チェコおよびスロバキア連邦共和国の位置（1992年）

チェコおよびスロバキア連邦共和国（チェコおよびスロバキアれんぽうきょうわこく、チェコ語: Česká a Slovenská Federativní Republika、スロバキア語: Česká a Slovenská Federatívna Republika、ČSFR）は1989年後半のビロード革命の後、チェコスロバキアが、1990年4月23日から1992年12月31日までの短期間用いた公式の国名である。1993年1月1日にチェコスロバキアはチェコ共和国とスロバキア共和国に解体された。

## 名称の決定
1960年以降、チェコスロバキアの正式名称はチェコスロバキア社会主義共和国（Československá socialistická republika、ČSSR）であった。ビロード革命の余波で、新たに選出されたヴァーツラフ・ハヴェル大統領は、国の正式名称から「社会主義」を削除すると発表した。
この国の名称は、1919年から1938年までと1945年から1960年まではチェコスロバキア共和国（Československá republika）であり、この名前を復活するという意見が一般的であった。しかし、スロバキアの政治家は、この伝統的な名前が連邦国家におけるスロバキアの平等な地位を十分に反映していないと反対した。最初の妥協案は、連邦的性質を明示的に認めて、国名をチェコスロバキア連邦共和国（チェコ語: Československá federativní republika、スロバキア語: Česko-slovenská federatívna republika、ČSFR）に変更する憲法 81/1990であり、この憲法は1990年3月29日に可決され、同日発効した。これは、スロバキアの位置づけについて国のシンボルに関する将来の法律によって明示的に成文化するという非公式な合意により成立した。スロバキア人が国名にハイフンを挿入する（Česko-Slovensko）ことを望んだ後、 「ハイフン戦争」と呼ばれる、一般的な不承認と別のラウンドが生じた。チェコ人は、この表記が、ミュンヘン協定により1938年に成立し、1年後の1939年にナチス・ドイツ の手によって最終的に解体された第二次チェコスロバキア共和国（チェコ語: Druhá československá republika、スロバキア語: Druhá česko-slovenská republika）を強く連想させるとして、激しく反対した。舞台裏で多くの交渉が行われた結果、4月20日に可決され、4月23日に発効した憲法 101/1990により、国名が「チェコおよびスロバキア連邦共和国」に変更された。この名称は、以前のものとは異なり、両方の国名を明示的に並べて対等であることをで示している。
チェコ語とスロバキア語の正書法の規則では2番目以降の固有名詞と固有名詞から派生する形容詞の頭字に大文字を使わない。したがって、正書法に従うと「Česká a slovenská federat... republika」と書くべきところであるが、スロバキアの威信に関する議論をなくすことを期待して、「Česká a Slovenská F. R.」が採用された。この名前に満足している人は少なかったがすぐに使われるようになり、その後、チェコとスロバキアの間により重要な問題があることが明らかになって、国名の問題は相対的に小さな問題となったため、三度改められることはなかった。
1960年憲法は、共産主義的性格を取り除くために大幅に修正された形で、1993年1月1日まで有効であった。1993年1月1日のチェコスロバキア解体時点で、恒久的な憲法に関する作業はまだ進行中であった。